# 632
Năm 632 là một năm trong lịch Julius. 